# 申請人追蹤系統
申請人追蹤系統（英語：Applicant Tracking System）是一種電腦化處理招聘需求的應用程式。根據公司招聘需求，申請人追蹤系統可以是企業級或小型企業級的線上或離線服務。此外，也有許多免費、開源的申請人追蹤系統軟體可供下载。申請人追蹤系統有點類似 顧客關係管理系統 (CRM)，但其是為了招聘所設計。  在許多情況下，申請人追蹤系統會自帶一些過濾條件，以自動過濾應徵者，以利快速篩選求職者，像關鍵字、技能、前雇主、工作年數及學歷。 這導致各種因此而生的履歷優化技術出現，類似 搜尋引擎最佳化技術 (SEO)。

## 原理及應用
為招聘而特別設計的申請人追蹤系統並不罕見。 在企業級別，它可以作為人力資源信息系統 (HRIS) 的模組或套件。申請人追蹤系統的主要功能是為公司招聘工作提供數據庫，旨在協助管理簡歷和求職者訊息。許多招聘網站都與申請人追蹤系統軟體建立合作夥伴關係，以降低資料轉移成本。
申請人追蹤系統近年發展包括 人工智慧 (AI) 的使用及利用 自然語言處理 (NLP) 來促進語義搜索功能。這些功能允許企業對簡歷進行評分和排序，以確保簡歷內容與工作要求一致。
隨著申請人追蹤系統出現，如今的求職者常使用履歷優化技術，與協助履歷優化的線上工具，以增加其應聘成功機會。

## 優點
申請人追蹤系統的功能不只數據採礦和收集，在招聘行業中，申請人追蹤系統亦包括透過定義好的 工作流程 來自動化 招聘。申請人追蹤系統的另一個好處是，可協助分析和協調招聘工作，管理 人力資本 。公司的招聘系統或招聘平台，也能利用此系統，在對外招聘前，提供機會給內部候選人.
通常招聘平台的申請人相關數據會被儲存進申請人追蹤系統，以用於搜索、檢索過程。
有些申請人追蹤系統提供擴充產品，像離線加密履歷及資料存儲，這些通常是法律要求的均等就業機會必備功能。
申請人追蹤系統也可被稱為人才獲取及管理產品 (TAMP)，並且通常透過應用服務提供商提供服務，或是 軟件即服務產品 (SaaS) 。 
在英國和愛爾蘭專門針對代理招聘人員的申請人追蹤系統通常被稱為招聘軟體。此術語主要用於招聘代理行業。儘管招聘專用系統在申請人追蹤系統領域，正占主導地位，但申請人追蹤系統並非只有付費選項，其仍有付費招聘系統之外的開源替代方案。且所處理的個人資料，不論於境外或境內處理，均應加密、謹慎處理，遵循資料保護方法，以符合國際間及國內個人資料保護相關法條之規定。